# Rami Malek
Rami Said Malek (Los Angeles, Kalifornia, 1981. május 12. –) Oscar-, Golden Globe- és Primetime Emmy-díjas egyiptomi származású amerikai színész. 
2016-ban Primetime Emmy-díjat nyert a drámai tévésorozatok kategóriájában mint legjobb férfi főszereplő a Mr. Robotban nyújtott alakításáért. Ugyanezért a szerepéért 2016-ban és 2017-ben is Golden Globe-díjra jelölték.
Számos filmben és sorozatban játszott mellékszereplőként, például az Éjszaka a múzeumban trilógiában, ahol a fáraót alakította, vagy az Alkonyat – Hajnalhasadás című film második részében, ahol Benjamint, egy egyiptomi vámpírt személyesített meg. A 2016-ban bemutatott Buster's Mal Heart volt az első játékfilm, melyben főszerepet játszott.
Ő játszotta Freddie Mercury szerepét a 2018-ban bemutatott Bohém rapszódia című filmben, ahol alakítása kritikai sikert aratott, amiért Golden Globe-ot és Oscar-díjat is kapott.

## Gyermekkora és iskolái
Los Angelesben született, egyiptomi bevándorlók gyermekeként, egynyolcad részt görög származással is rendelkezik. Édesapja idegenvezető volt Kairóban, később pedig biztosítások értékesítésével foglalkozott. Édesanyja, Nelly könyvelő. Kopt keresztény családban nőtt fel, négyéves koráig csak arabul beszélt. Van egy ikertestvére, Sami, aki tanár. Nővére Yasmine, orvos.
A Sherman Oaks-i Notre Dame High School középiskolában végzett 1999-ben, Rachel Bilson színésznővel együtt. Kirsten Dunst is ide járt, egy évvel alatta, de voltak közös óráik a színjátszókörben. 2003-ban szerezte meg az alapszakos diplomát az Evansville-i Egyetemen, ahol később Young Alumnus díjat is kapott.

## Pályafutása

### 2004–09: Karrierje kezdete
Epizódszereppel kezdte televíziós pályafutását a Szívek szállodája című sorozatban 2004-ben. Ugyanebben az évben a Halo 2 című videójáték több szereplőjének is kölcsönözte a hangját, a stáblistában azonban nem szerepelt. 2005-ben az Over There című sorozatért megkapta a Screen Actors Guild kártyáját; két epizódban szerepelt. Játszott A médium című sorozat egyik epizódjában, majd visszatérő szerepet kapott a Házi háború című vígjátéksorozatban.
2006-ban az Éjszaka a múzeumban című filmben kapta első moziszerepét, Ahkmenrah fáraót alakította. A két folytatásban (Éjszaka a múzeumban 2. és Éjszaka a múzeumban – A fáraó titka) is játszott.
2007 tavaszán Jamie szerepét vállalta el Keith Bunin The Credeaux Canvas című színművében a Los Angeles-i Elephant Theatre-ben.

### 2010–15: Áttörés
Az Éjszaka a múzeumban-filmek forgatása közben visszatért a televízió képernyőjére. 2010-ben Marcos Al-Zacar öngyilkos merénylő szerepében volt látható a 24 című sorozat nyolcadik évadában. 2010-ben az HBO Emmy-díjat nyert második világháborús minisorozatában, a The Pacific – A hős alakulatban is játszott, itt Merriell „Snafu” Sheltont alakította. A sorozat forgatásának intenzitása miatt egy rövid időre elhagyta Hollywoodot, és Argentínában élt.
A The Pacific forgatása közben ismerte meg Tom Hankset, akire nagy hatással volt az alakítása, és szerepet ajánlott neki a Larry Crowne című játékfilmben, melyet 2011 júliusában mutattak be.
2010-ben bejelentették, hogy Malek az Alkonyat – Hajnalhasadás című film második részében egy egyiptomi vámpírt fog alakítani. 2013-ban Brie Larson oldalán játszott a Short Term 12 című független alkotásban. Ebben az időszakban két Spike Lee-filmben is játszott: a dél-koreai Oldboy remake-jében egy olyan jelenetben, melyet később jelentősen megvágtak, majd pedig a közösségi finanszírozással készült Da Sweet Blood of Jesusben. Kisebb szerepekben volt látható több alkotásban is, mint a Csatahajó, a The Master vagy a Vétkező szentek.
2015-ben az Until Dawn című horror-videójáték Josh nevű főszereplőjének kölcsönözte a hangját, a megjelenését, valamint a mozgását is.

### 2015–2019:Mr. RobotésBohém rapszódia
2015 óta a Mr. Robot című pszichothriller főszerepében látható. Alakítása miatt számos díjra jelölték, melyek közül elnyerte a Critics' Choice Television Award legjobb férfi főszereplő díját drámasorozat kategóriában, valamint a a legjobb férfi főszereplőnek járó Primetime Emmy-díjat drámasorozatban. 1998 óta először nyert nem fehérbőrű színész ebben a kategóriában. Malek a szerepéről és egyiptomi származásáról így beszélt: „Az emberek nem igazán tudták hová tenni a származásomat, és nem akartam én soha semmiben sem élenjáró lenni. Az, hogy egy Rami Malek egy Elliot Alderson nevű főszereplőt játszhatott a Mr. Robotban, azt hiszem, egyfajta puccsnak is beillik. Fiatalabb koromban nem hittem volna, hogy ilyesmi megtörténhet.”
A Buster's Mal Heart volt az első játékfilm, melyben főszerepet kapott. A film premierje 2016 szeptemberében volt a Torontói Nemzetközi Filmfesztiválon, és pozitív kritikákat kapott. Egy olyan férfit alakít benne, akinek két élete van, Jonah és Buster néven. John DeFore a The Hollywood Reportertől úgy vélte, „A Mr. Robot rajongóinak egy kicsit sem fog csalódást okozni ez az alkotás, mely jó lehetőség az Emmy-díjas Rami Malek számára; a film egyrészt tökéletesen beleillik a Mr. Robot téveszmékre hajlamos paranoiájába, másrészt pedig teret hagy a kibontakozásra ennek a karizmatikus színésznek első főszerepében.” 2016 augusztusában bejelentették, hogy Malek Charlie Hunnam oldalán, Louis Dega szerepében lesz látható a Pillangó című 1973-as film remake-jében, melyet végül 2017-ben mutattak be.
2017-ben a sokszínűség javításának érdekében meghívták, hogy legyen tagja a Filmművészeti és Filmtudományi Akadémiának, miután a 88. Oscar-gála számos kritikát kapott a sokszínűség teljes hiánya, a kizárólag fehérbőrű művészek jelölése miatt.
2016 novemberében bejelentették, hogy Freddie Mercuryt fogja alakítani a Bohém rapszódia című életrajzi filmben. A színész a szerepre való felkészüléshez Londonba utazott, ahol nyelvtanár segítette a helyes dialektus elsajátításában, valamint mozgásoktatást tanult, ének- és zongoraleckéket vett. Naponta négy órán át tanulmányozta a Mercuryról elérhető videókat mozgástanára segítségével. Az 1985-ös Live Aid koncert felvételét legalább 1500-szor megnézték, hogy tökéletesen elsajátíthassa a mozdulatokat. A forgatás során végig műfogsort kellett viselnie, mivel Mercurynak mélyharapása volt. Alakítását kritikai siker kísérte; két héttel a film bemutatóját követően elnyerte a Palm Springs Nemzetközi Filmfesztivál átütő előadásért járó díját, majd alakítását 2019-ben Golden Globe-díjjal jutalmazták a legjobb férfi főszereplő filmdrámában kategóriában, ezt pedig egy Oscar-díj is követte.
2019. április 25-én bejelentették, hogy Malek alakítja a Nincs idő meghalni című filmben James Bond ellenfelét. 2021-ben mutatják be a The Little Things című bűnügyi filmet, ahol a színész Denzel Washington és Jared Leto társaságában szerepel.

## Filmográfia

### Film
| Év   | Magyar cím                          | Eredeti cím                                    | Szerep                     | Magyar hang            | Rendező               |
| ---- | ----------------------------------- | ---------------------------------------------- | -------------------------- | ---------------------- | --------------------- |
| 2006 | Éjszaka a múzeumban                 | Night at the Museum                            | Ahkmenrah fáraó            | Seszták Szabolcs       | Shawn Levy (1.)       |
| 2009 | Éjszaka a múzeumban 2.              | Night at the Museum: Battle of the Smithsonian | Ahkmenrah fáraó            | Seszták Szabolcs       | Shawn Levy (2.)       |
| 2011 | Larry Crowne                        | Larry Crowne                                   | Steve Dibiasi              | Sörös Miklós           | Tom Hanks             |
| 2012 | Csatahajó                           | Battleship                                     | Hill hadnagy               |                        | Peter Berg            |
| 2012 | Alkonyat: Hajnalhasadás – 2. rész   | The Twilight Saga: Breaking Dawn – Part 2      | Benjamin                   |                        | Bill Condon           |
| 2012 | The Master                          | The Master                                     | Clark                      | Molnár Levente         | Paul Thomas Anderson  |
| 2013 | Vétkező szentek                     | Ain’t Them Bodies Saints                       | Will                       | Seder Gábor            | David Lowery          |
| 2013 | Átmeneti állomás                    | Short Term 12                                  | Nate                       |                        | Destin Daniel Cretton |
| 2013 | Oldboy                              | Oldboy                                         | Browning                   | Horváth-Töreki Gergely | Spike Lee (1.)        |
| 2014 | Need for Speed                      | Need for Speed                                 | Finn                       | Fehér Tibor            | Scott Waugh           |
| 2014 | Éjszaka a múzeumban – A fáraó titka | Night at the Museum: Secret of the Tomb        | Ahkmenrah fáraó            | Seszták Szabolcs       | Shawn Levy (3.)       |
| 2014 |                                     | Da Sweet Blood of Jesus                        | Seneschal Higginbottom     |                        | Spike Lee (2.)        |
| 2016 |                                     | Project X (rövidfilm)                          | narrátor (hangja)          |                        | Henrik Moltke         |
| 2016 | Laura Poitras                       | Project X (rövidfilm)                          | narrátor (hangja)          |                        |                       |
| 2016 |                                     | Buster’s Mal Heart                             | Jonah / Buster             |                        | Sarah Adina Smith     |
| 2017 | Pillangó                            | Papillon                                       | Louis Dega                 | Fehér Tibor            | Michael Noer          |
| 2018 | Bohém rapszódia                     | Bohemian Rhapsody                              | Freddie Mercury            | Fehér Tibor            | Bryan Singer          |
| 2020 | Dolittle                            | Dolittle                                       | Csi-Csi (hangja)           | Kovács Lehel           | Stephen Gaghan        |
| 2021 | Ördög a részletekben                | The Little Things                              | Jim "Jimmy" Baxter nyomozó | Fehér Tibor            | John Lee Hancock      |
| 2021 | Nincs idő meghalni                  | No Time to Die                                 | Safin                      | Fehér Tibor            | Cary Joji Fukunaga    |
| 2022 | Amszterdam                          | Amsterdam                                      | Tom Voze                   | Fehér Tibor            | David O. Russell      |
| 2023 | Oppenheimer                         | Oppenheimer                                    | David Hill                 | Fehér Tibor            | Christopher Nolan     |
| 2025 | Az amatőr                           | The Amateur                                    | Charles "Charlie" Heller   | Fehér Tibor            | James Hawes           |

### Televízió

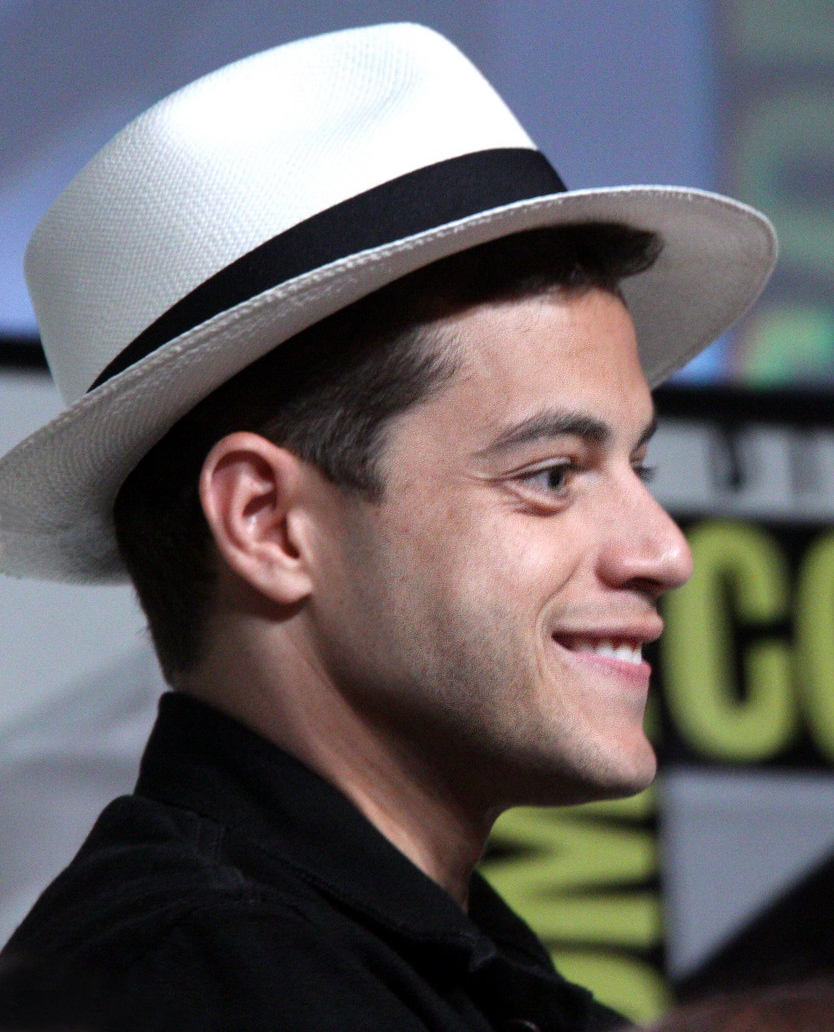
2012-ben

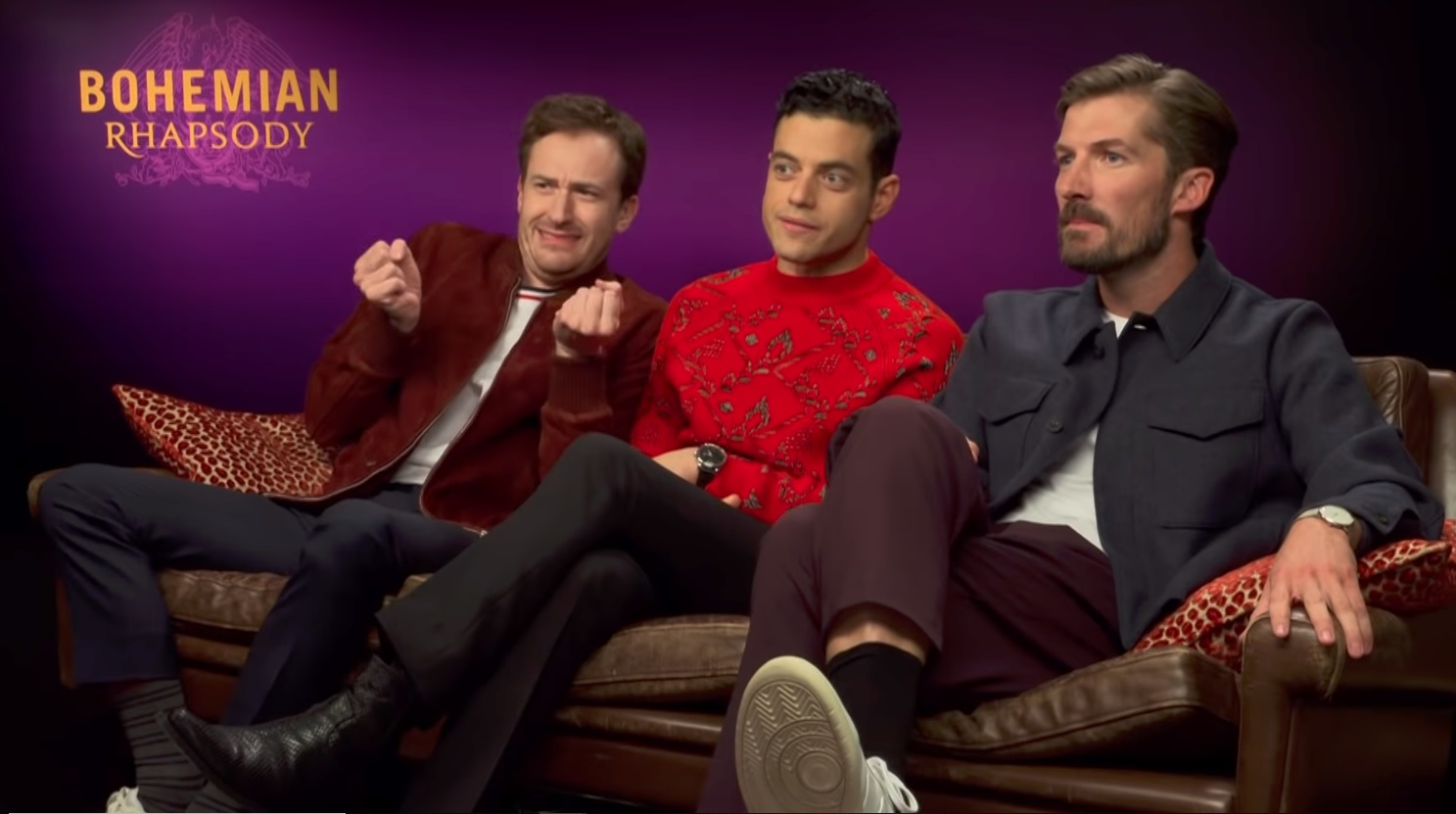
Balról jobbra a Bohém rapszódia főszereplői: Joseph Mazzello, Rami Malek és Gwilym Lee

| Év        | Magyar cím                   | Eredeti cím         | Szerep                 | Megjegyzések                                                                   |
| --------- | ---------------------------- | ------------------- | ---------------------- | ------------------------------------------------------------------------------ |
| 2004      | Szívek szállodája            | Gilmore Girls       | Andy                   | 1 epizód                                                                       |
| 2005      | Irak                         | Over There          | Hassan                 | 2 epizód                                                                       |
| 2005      | A médium                     | Medium              | Timothy Kercher        | 1 epizód                                                                       |
| 2005–2007 | Házi háború                  | The War At Home     | Kenny Al-Bahir         | 21 epizód                                                                      |
| 2010      | 24                           | 24                  | Marcos Al-Zacar        | 3 epizód                                                                       |
| 2010      | The Pacific – A hős alakulat | The Pacific         | Merriell Shelton       | - 6 epizód - magyar hangja: - Fehér Tibor                                      |
| 2012      | Alcatraz                     | Alcatraz            | Webb Porter            | 1 epizód                                                                       |
| 2012      | Korra legendája              | The Legend of Korra | Tahno (hangja)         | 3 epizód                                                                       |
| 2014      | A védelmező                  | Believe             | Dr. Adam Terry         | 1 epizód                                                                       |
| 2015–2019 | Mr. Robot                    | Mr. Robot           | Elliot Alderson        | - főszereplő (46 epizód) - producer (3–4. évad) - magyar hangja: - Fehér Tibor |
| 2017–2018 | BoJack Horseman              | BoJack Horseman     | Flip McVicker (hangja) | 10 epizód                                                                      |
| 2021      | Saturday Night Live          | Saturday Night Live | önmaga (házigazda)     | 1 epizód                                                                       |

## Díjai és jelölései
Rami Maleket 2016 óta 27 díjra jelölték, melyből tizenegyet nyert el. 2016-ban Emmy-díjat, 2019-ben pedig a harmadik jelölésével együtt Golden Globe-díjat is kapott. A Bohém rapszódiában nyújtott alakításáért Oscar-díjra is jelölték, melyet el is nyert.

## Fordítás
Ez a szócikk részben vagy egészben  a   Rami Malek című angol Wikipédia-szócikk ezen változatának fordításán alapul.  Az eredeti cikk szerkesztőit annak laptörténete sorolja fel. Ez a jelzés csupán a megfogalmazás eredetét és a szerzői jogokat jelzi, nem szolgál a cikkben szereplő információk forrásmegjelöléseként.